# ويش يو وير هير
ويش يو وير هير (بالإنجليزية: Wish You Were Here) هو ألبوم الإستديو التاسع لفرقة البروغريسيف روك الإنجليزية بينك فلويد، صدر في سبتمبر 1975. الألبوم مستوحى من مواد تم تأليفها أثناء أداء الفرقة لجولة حفلات عبر أوروبا، تم تسجيل ويش يو وير هير في عدة جلسات تسجيل في استديوهات آبي روود بلندن. بعض أغاني الألبوم تنتقد صناعة الموسيقى، أغاني أخرى تعبّر عن الإبعاد والإقصاء، أغنية «شاين أون يو كريزي دايموند» تكريم لسيد باريت، والذي أجبره الانهيار العقلي على ترك الفرقة قبل سبع سنوات من ذلك. لقد كانت فكرة الكاتب الرثيسي روجر واترز بتقسيم «شاين أون يو كريزي دايموند» إلى قسمين واستخدامها بحيث يوضع القسم الأول ببداية الألبوم والقسم الثاني في النهاية الألبوم مع إضافة ثلاث تلحينات أخرى بينهما، وبذلك قدمت الفرقة مفهوم جديد بعدما انهت الفرقة من الألبوم السابق ذا دارك سايد أوف ذا مون.

## روابط خارجية
- ويش يو وير هير على موقع الموسوعة البريطانية (الإنجليزية)
- ويش يو وير هير على موقع أول موفي (الإنجليزية)